# العلاقات السريلانكية الناميبية
العلاقات السريلانكية الناميبية هي العلاقات الثنائية التي تجمع بين سريلانكا وناميبيا.

## مقارنة بين البلدين
هذه مقارنة عامة ومرجعية للدولتين:
| وجه المقارنة                                              | سريلانكا                         | ناميبيا      |
| --------------------------------------------------------- | -------------------------------- | ------------ |
| المساحة (كم2)                                             | 65.61 ألف                        | 825.62 ألف   |
| عدد السكان (نسمة)                                         | 21.44 مليون                      | 2.53 مليون   |
| الكثافة السكانية (ن./كم²)                                 | 326.78                           | 3.06         |
| العاصمة                                                   | سري جاياواردنابورا كوتي، كولمبو  | ويندهوك      |
| اللغة الرسمية                                             | اللغة السنهالية، اللغة التاميلية | لغة إنجليزية |
| العملة                                                    | روبية سريلانكي                   | دولار ناميبي |
| الناتج المحلي الإجمالي (بليون دولار)                      | 87.17 مليار                      | 13.24 مليار  |
| الناتج المحلي الإجمالي (تعادل القوة الشرائية) بليون دولار | 246.62 مليار                     | 25.60 مليار  |
| الناتج المحلي الإجمالي الاسمي للفرد دولار أمريكي          | 3.93 ألف                         | 4.67 ألف     |
| الناتج المحلي الإجمالي للفرد دولار أمريكي                 | 11.11 ألف                        | 9.96 ألف     |
| مؤشر التنمية البشرية                                      | 0.757                            | 0.628        |
| رمز المكالمات الدولي                                      | +94                              | +264         |
| رمز الإنترنت                                              | .lk،                             | .na          |
| المنطقة الزمنية                                           | ت ع م+05:30                      | ت ع م+02:00  |

## منظمات دولية مشتركة
يشترك البلدان في عضوية مجموعة من المنظمات الدولية، منها:
| علم المنظمة | اسم المنظمة                        | تاريخ انضمام سريلانكا | تاريخ انضمام ناميبيا |
| ----------- | ---------------------------------- | --------------------- | -------------------- |
|             | يونسكو                             | 14 نوفمبر 1949        | 2 نوفمبر 1978        |
|             | وكالة ضمان الاستثمار متعدد الأطراف | 27 مايو 1988          | 25 سبتمبر 1990       |
|             | الأمم المتحدة                      | 14 ديسمبر 1955        | 23 أبريل 1990        |
|             | دول الكومنولث                      | 1948                  | ?                    |
|             | الاتحاد البريدي العالمي            | ?                     | ?                    |
|             | البنك الدولي للإنشاء والتعمير      | 29 أغسطس 1950         | 25 سبتمبر 1990       |
|             | الاتحاد الدولي للاتصالات           | 1897                  | 25 يناير 1984        |
|             | منظمة حظر الأسلحة الكيميائية       | ?                     | ?                    |
|             | مؤسسة التمويل الدولية              | 20 يوليو 1956         | 25 سبتمبر 1990       |
|             | منظمة التجارة العالمية             | ?                     | ?                    |
|             | منظمة الشرطة الجنائية الدولية      | ?                     | ?                    |

## وصلات خارجية
- موقع وزارة الخارجية السريلانكية